# Großtreben-Zwethau

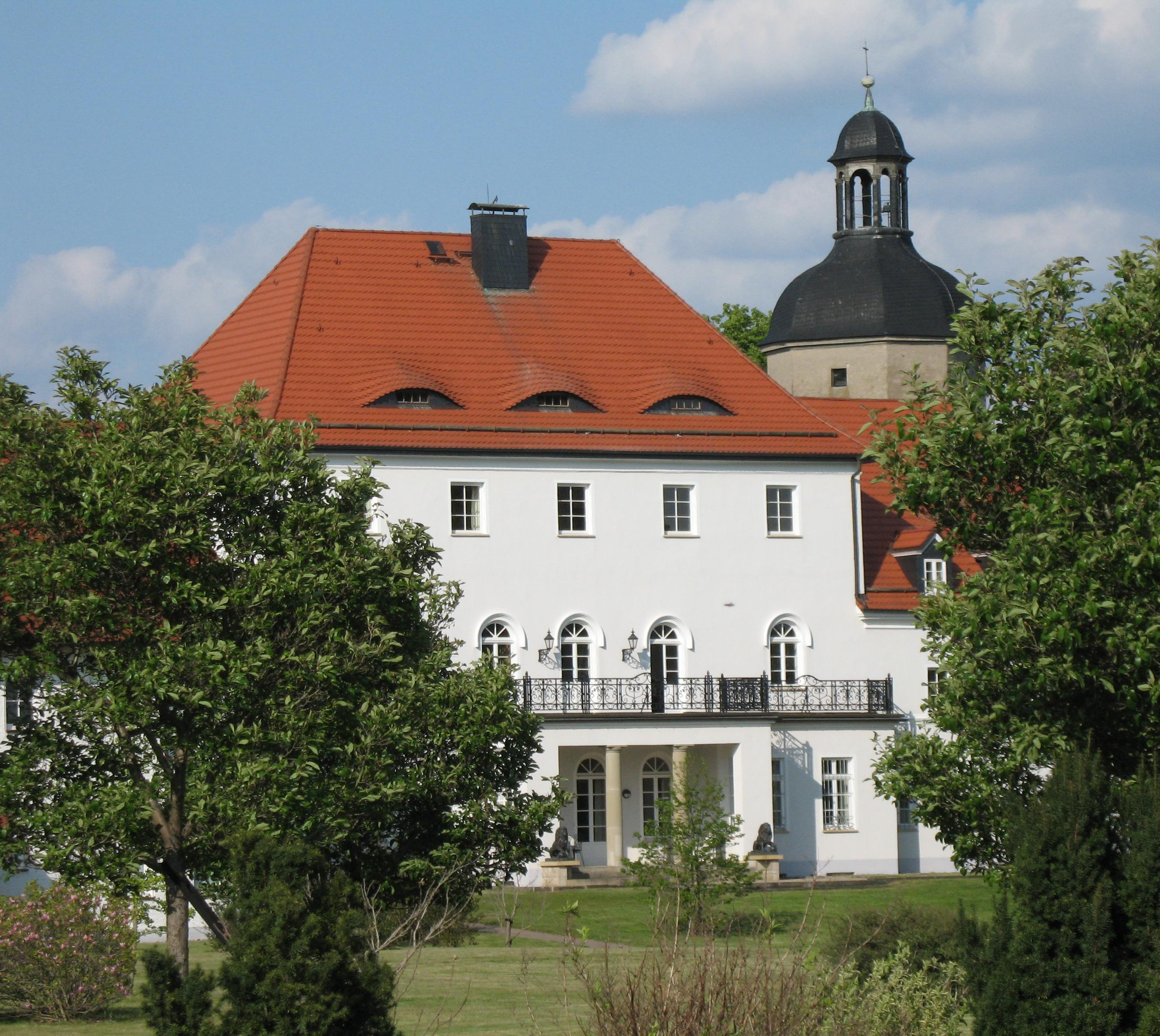
Nhà ở Großtreben

Großtreben-Zwethau là một đô thị trong huyện Nordsachsen, bang tự do Sachsen, nước Đức. Đô thị Großtreben-Zwethau có diện tích 56,49 km², dân số thời điểm ngày 31 tháng 12 năm 2006 là 2050 người. 
Kể từ ngày 1 tháng 1 năm 2011, nó thuộc đô thị Beilrode.